# 5596 Morbidelli
Az 5596 Morbidelli (ideiglenes jelöléssel 1991 PQ10) a Naprendszer kisbolygóövében található aszteroida. Henry Holt fedezte fel 1991. augusztus 7-én.